# Chondrocladia lyra
Губка-арфа (лат. Chondrocladia lyra) — хищная губка, обнаруженная на глубине от 3—3,5 км морскими биологами из Калифорнийского Научно-исследовательского института Монтерей Бэй в 2012 году.
Тело губки-лиры крепится к грунту при помощи ризоидов и имеет от двух до шести исходящих из центра «лопастей», представляющих собой горизонтальные ветви, на которых крепятся вертикальные ответвления. Увлекаемые течением, мелкие животные застревают между покрытых мелкими острыми иглами и шипами «струнами» хищницы. Поймав таким образом добычу, губка обволакивает её особой мембраной, в которой и переваривает.
Раздувшиеся шарики на концах «струн» губки-арфы содержат мешочки со сперматозоидами, которые выпускают их в проходящие течения, в то время как ближайшие губки подхватывают эти мешочки и оплодотворяют яйцеклетки.
Вид был включён в топ Десять самых замечательных видов за 2013 год.